# Olaf Tschimpke

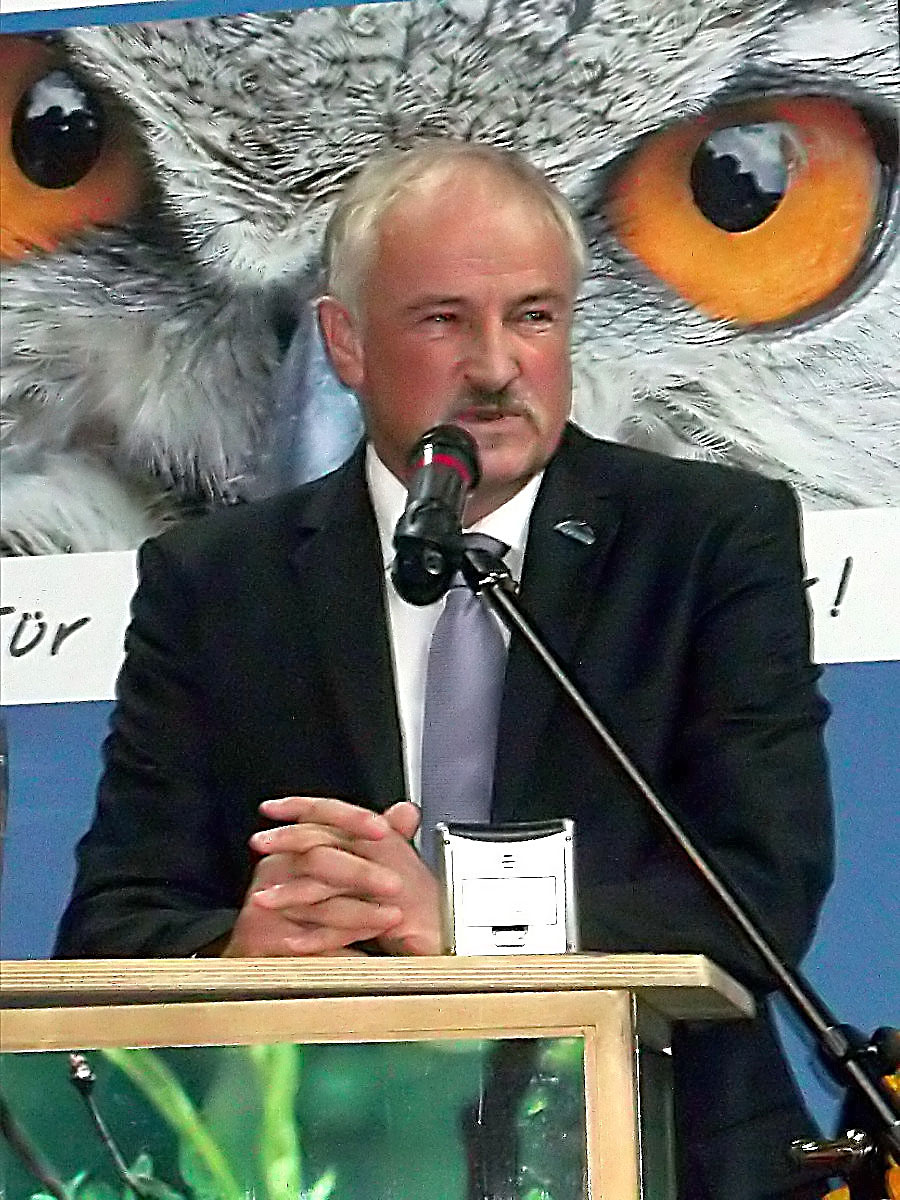
Olaf Tschimpke (2014)

Olaf Tschimpke (* 2. Dezember 1955 in Peine) ist Geograph und war von Juni 2003 bis November 2019 Präsident des größten deutschen Naturschutzverbandes, des Naturschutzbundes Deutschland (NABU).

## Leben
Tschimpke studierte Diplom-Geographie und forschte zu Umweltproblemen und Fragen der umweltverträglichen Landnutzung in Sri Lanka und Tansania. 1976 trat er in den NABU (damals noch Deutscher Bund für Vogelschutz, DBV) ein. Olaf Tschimpke ist Kuratoriumsvorsitzender der Stiftung Naturschutzgeschichte und Mitglied im Kuratorium der Umweltstiftung Michael Otto, im Kuratorium der Hanns R. Neumann Stiftung, im Aufsichtsrat des Wuppertal Instituts und im ZDF-Fernsehrat.
Er ist verheiratet und hat drei Kinder.

## Arbeit
1985 wurde Tschimpke Geschäftsführer und 2000 Vorsitzender des NABU-Landesverbandes Niedersachsen. Nach dem Rücktritt von Jochen Flasbarth, der ins Umweltbundesamt gewechselt war, wurde Tschimpke auf einer außerordentlichen Bundesvertreterversammlung des NABU im Juni 2003 zum neuen NABU-Präsidenten gewählt. Er setzte sich in zwei Wahlgängen gegen seine Mitkonkurrenten Christoph Heinrich und Manfred Niekisch durch. 2007, 2011 und 2015 wurde Tschimpke wiedergewählt. Am 9. November 2019 endete seine Amtszeit und er trat zur turnusgemäßen Wahl des Präsidenten nicht erneut an. 
Von 2019 bis 2023 war er Vorsitzender der NABU International Naturschutzstiftung. Seit dem 29. November 2023 ist Tschimpke Träger des Verdienstkreuzes erster Klasse des Verdienstordens der Bundesrepublik Deutschland. Mit dieser Auszeichnung wurde sein lebenslanges Engagement für den Naturschutz geehrt.
Er war Mitglied im Rat für Nachhaltige Entwicklung.

## Positionen
In seiner Antrittsrede plädierte Tschimpke dafür, die regionale Naturschutzarbeit des NABU vor Ort auszubauen und zu professionalisieren. Weitere Anliegen waren die Ausweitung der internationalen Arbeit des NABU und die stärkere Einbindung der Naturschutzjugend (NAJU) in die strategischen Entscheidungsprozesse des NABU. Wie sein Vorgänger Jochen Flasbarth sah er im NABU auch einen umwelt- und naturschutzpolitischen Verband, der Lobbyarbeit für naturschutzpolitische Themen macht. Ein weiterer Schwerpunkt war die interne Verbandsentwicklung.
Bei seiner Amtseinführung sagte er: „NABU und Naturschutz müssen für den Bürger quasi identische Begriffe werden.“
Zum Ende seiner Amtszeit warf er der Politik vor, beim Klimaschutz immer nur die eigene Klientel zu schützen und sich lediglich um einzelne Teilbereiche zu kümmern wie zum Beispiel den Strommarkt, aber nicht zugleich auch den Wärmemarkt einzubeziehen. Ferner habe sie den Verkehrsbereich ausgespart und die Landwirtschaft nicht naturverträglich umgestaltet. Stattdessen mahnte er eine technologische Revolution an, vor allem in den energieintensiven Industrien. Dabei sei auch eine intakte Natur unverzichtbar, „sonst schaffen wir es nicht, den Klimawandel abzubremsen“.